# Фелисити Хъфман
Фелисити Кендал Хъфман (на английски: Felicity Kendall Huffman) (родена на 9 декември 1962 г.) е американска актриса. Най-известна е като Джесика Уитъкър в сериала „Спортна вечер“ и Линет Скаво в „Отчаяни съпруги“, като за втората роля получава и награда Еми. 

## Избрана филмография
| година | филм                | оригинално заглавие       | роля                        | режисьор           |
| ------ | ------------------- | ------------------------- | --------------------------- | ------------------ |
| 1995   | Хакери              | Hackers                   | представител на обвинението | Йън Софтли         |
| 1999   | Магнолия            | Magnolia                  | Синтия                      | Пол Томас Андерсън |
| 2004   | Да пропуснеш Коледа | Christmas with the Kranks | Мери                        | Джо Рот            |